# 钟子云
钟子云（1911年—1999年），曾用名苏宗泉，直隶东光县于桥乡小康庄人，中华人民共和国政治人物。

## 生平
早年参加抗日学生救国团，组织学生运动。后留学莫斯科东方大学。抗日战争时期，1944年夏任中共冀热辽区党委社会部部长兼行署公安局长。1945年，出任哈尔滨市委书记。1948年，调任中共阜新市委书记。1953年，任北京矿业学院副院长。1957年，任中华人民共和国煤炭工业部副部长。后任中顾委委员。